# Ловушка для человека (фильм, 1953)
«Ловушка для человека» (англ. Mantrap), в США демонстрировался под названием «Человек в бегах» (англ. Man in Hiding) — британский детективный триллер режиссёра Теренса Фишера, который вышел на экраны в 1953 году.
В основу сценария фильма положен роман 1952 года «Королева в опасности» (англ. Queen in Danger) Тревора Дадли-Смита, который тот опубликовал под именем Эллестон Тревор (англ. Elleston Trevor).
В этом фильме адвокат Хьюго Бишоп (Пол Хенрейд) с помощью своей секретарши Веры Горриндж (Кэй Кендалл) берётся доказать, что художник Мервин Спейт (Кирон Мур), который сбежал из тюрьмы после того, как его признали виновным в убийстве, никого не убивал. Перепуганная жена Спейта Тельма (Лоис Максвелл) опасается, что Мервин хочет найти и наказать её за то, что сейчас она живет со своим возлюбленным Виктором Тасманом (Билл Трэверс). Бишоп первым находит Спейта и узнаёт, что на самом деле тот охотится не на жену, а на настоящего убийцу, которого в самом финале Бишопу удаётся разоблачить.
Фильм получил умеренно-сдержанные оценки критики, отметившей его закрученный сюжет и сильный актёрский состав.

## Сюжет
Ложно обвинённый в убийстве 36-летний художник Мервин Спейт (Кирон Мур), после двух лет, проведённых за решёткой, сбегает из тюрьмы. Тем временем его жена Тельма Спейт (Лоис Максвелл), которая теперь использует фамилию Тасман и творческий псевдоним Глория Дель Рей, приходит в офис престижного лондонского журнала мод Venus, где работает главным художником. Главный редактор журнала Морис Джерард (Хью Синклер) настойчиво приглашает Тельму на ужин, но она отказывается на том основании, что вечером встречается со своим молодым человеком Виктором Тасманом (Билл Трэверс). Морис, у которого есть жена и двое детей, предлагает Тельме провести вдвоём уик-энд, но она отказывается. Секретарша сообщает Тельме, что некто по телефону разыскивал главного художника журнала, которую назвал миссис Спейт.
В ресторане Тельма встречается с Виктором, которому со своими инженерными разработками нужно на неделю выехать в Бристоль. Тельма благодарит его за преданность, любовь и чувство безопасности, которые он ей подарил. Она говорит, что любит его, но не признаётся, что в данный момент её волнует больше всего. На выходе из ресторана Тельма сталкивается с художником Генри Дорвалем (Лайам Геффни), которого знала как друга Мервина. После этой встречи Генри приезжает к своему знакомому, адвокату Хьюго Бишопу (Пол Хенрейд), рассказывая ему о дружбе с Мервином, которого считает более сильным художником, чем он сам, а также о том, что именно он в своё время познакомил Мервина с Тельмой, которая в то время была студенткой изящных искусств. После того, как они поженились, пути Генри и Марвина разошлись. После многолетней творческой поездки в Анды Генри вернулся в Лондон, где прочитал в газете о бегстве из тюрьмы Мервина, которого два года назад признали виновным в убийстве некой Джоанны Мартин. Генри говорит, что не верит этим сообщениям, и уговаривает Хьюго найти Мервина прежде, чем это сделает полиция. Сам Генри должен срочно ехать в Корнуолл, где работает над крупным заказом, и потому умоляет Хьюго помочь Мервину.
Ассистентка и невеста Бишопа, Вера Горридж (Кэй Кендалл) отговаривает Хьюго браться за это дело из-за риска потерять свою лицензию, но Хьюго говорит, что слишком многим обязан Генри, который помог ему избежать покупки поддельных картин Пикассо на крупную сумму. Вера провела исследовательскую работу, выяснив, что Мервин был осуждён за убийство 22-летней Джоанны Мартин, которую обнаружили со сломанной шеей во дворе разбомбленного здания недалеко от Собора Святого Павла. Сам Спейт в момент обнаружения лежал поблизости без сознания. На основании косвенных улик присяжные признали его виновным, после чего он лечился в тюремном госпитале от амнезии. Мервин женился три года назад, жена посещала процесс, но после этого о ней ничего не было слышно. Сейчас она работает главным художником журнала Venus под именем Глория Дель Рей. Хотя официально со Спейтом она не разведена, но носит фамилию Тасман. В Скотленд-Ярде поиски Спейта возглавляет инспектор Фрисни (Ллойд Лэмбл), с которым Хьюго хорошо знаком.
Хьюго навещает Фрисни, который рассказывает, что поначалу Тельма регулярно навещала Мервина в тюрьме, но затем у неё появился другой мужчина, Виктор Тасман. Хьюго предполагает, что в связи с бегством мужа она может быть страшно напугана. Если Мервин действительно убийца, то угроза её жизни может быть вполне реальной. Выяснив у Веры точный адрес места совершения убийства, Хьюго направляется туда, предполагая, что, как это часто бывает, там может объявиться и преступник. По возвращении в свою квартиру испуганная Тельма обнаруживает на полу письмо от Хьюго с его номером телефона и предложением помощи. Тельма звонит в Бристоль Виктору, но так и не говорит ему о причине своей тревоги. В развалинах около Собора Святого Павла Хьюго поджидает Мервина, который действительно появляется среди ночи. Хьюго объясняет, что разыскал его по просьбе своего друга Генри Дорваля. Убедившись, что Хьюго не полицейский, Мервин говорит, что когда он сделает то, что должен, то сам сдастся властям и навсегда вырвется из той ловушки, в которую угодил. Мервин показывает Хьюго написанный им по памяти портрет человека, лицо которого, по его словам, «искажено страстью, страхом и ненавистью». Мервин предполагает, что этого человека он видел на месте убийства. По его словам, этот человек скорее всего из Лондона, но Мервин не знает ни его имени, ни его адреса, но собирается найти его. После этого он удаляется.
Тельма боится отвечать на телефонные звонки, опасаясь, что это звонки от Мервина, а затем сама звонит Хьюго, который немедленно выезжает к ней домой. Убедив её, что готов помочь ей добровольно и бесплатно, Хьюго выясняет, что Тельма не обратилась за полицейской защитой потому что не хочет снова оказаться в центре внимания светских сплетен. Два года назад, чтобы восстановить свою репутацию, ей пришлось уехать надолго в Италию и сменить фамилию. Хьюго понимает, что Тельма чего-то сильно боится, и спрашивает её — боится ли она, что её мужа поймают, или наоборот, что не поймают. Тельма говорит, что опасается, что Мервин сбежал, чтобы найти и убить её. В своё время, когда стало ясно, что с их браком всё закончено, Тельма в Италии познакомилась с Виктором, который не знает о её прошлом и не знает её настоящего имени. Она говорит, что к тому времени порвала со всеми прежними друзьями, за исключением Морриса, который был её деловым наставником и дал ей нынешнюю работу. Тельма говорит, что любит Виктора намного больше, чем когда-либо любила Мервина, и просит никому об этом не рассказывать. В будущем она планирует развестись с Мервином и выйти замуж за Виктора, но сейчас ей кажется, что Мервин нуждается в ней, пока находится в тюрьме. Она уверена, что Мервин бежал из тюрьмы, так как узнал о Викторе. Тельма не знает ничего, что могло бы толкнуть Мервина на убийство Джоанны, по её мнению, он даже с ней ранее никогда не встречался. Ради её защиты Хьюго остаётся на ночь в квартире Тельмы.
Утром Хьюго находит Сьюзен, двоюродную сестру Джоанны Мартин (Мэри Лора Вуд), которая рассказывает, что Джоанна была привлекательной и любила погулять с мужчинами в поисках выгодного жениха. Она одновременно встречалась с несколькими кавалерами, их имён она не знает, но некоторых может узнать в лицо. На вечернем показе мод у Дю Ванса (Джон Пенроуз) Тельма пьёт шампанское со своим фотографом Рексом Уиллисоном (Энтони Фориуорд), работу которого высоко ценит. Моррис отводит Тельму в сторону, рассуждая о возможной угрозе, а затем спрашивает, пытался ли Мервин связаться с ней. Вскоре появляется Хьюго, представляясь Моррису и Рексу. Он сообщает им, что имел интересную беседу с сестрой Джоанны Мартин. После этих слов Моррис вместе с Тельмой удаляются, а Рекс рассказывает Хьюго, что был первым на месте убийства Джоанны и может показать Хьюго собственные фотографии с места преступления. Дю Ванс приглашает всех на следующий день на вечеринку по случаю сегодняшнего дефиле.
Тем временем тюремный психиатр (Джон Стюарт) рассказывает инспектору Фрисни, что через два месяца после осуждения к Мервину вернулась память, после чего он предпринял первую попытку побега. Сразу после того, как побег сорвался, Мервин сделал несколько эскизов неизвестного мужчины, которые психиатр показывает Фрисни. При встрече с инспектором Хьюго выражает уверенность в том, что Мервин сбежал для того, чтобы найти человека с эскизов. Хьюго заявляет, что тоже будет искать лицо с эскизов, и у него есть ощущение, что он уже сталкивался с ним. После ухода Бишопа сержант докладывает Фрисни, что только что был обнаружен труп зарезанного человека, подозревая, что это, возможно, работа Мервина. Хьюго делится с Верой своими подозрениями, что Мервин был осуждён несправедливо, и собирается доказать это, но у него нет улик. По его словам, Тельма подозревает, что Мервин сбежал из тюрьмы, чтобы убить её из-за Виктора. С другой стороны, если Мервин не убийца, то скорее всего, он ищет реального убийцу, который близок к Тельме. Хьюго звонит Тельме, уговаривая её встретиться как можно скорее, и просит, чтобы она взяла фотографию Виктора. Перед выходом на встречу вместе с фотографией Тельма кладёт в свою папку заряженный револьвер. Хьюго встречается с Тельмой в парке, где объясняет, что упомянул на показе мод Джоанну Мартин, чтобы посмотреть, какое впечатление её имя окажет на собеседников. Тельма говорит, что до сего момента не сомневалась в том, что убийство совершил Мервин. Сейчас же она засомневалась в этом, но не понимает, кто мог другой его совершить. Посмотрев на фото Виктора, которого он подозревал, Хьюго заключает, что убийцей вряд ли был он.
Хьюго рассказывает Фрисни, что увидел в папке у Тельмы револьвер, но полагает, что она носит его для самозащиты. В этот момент ему звонит Мервин, и Хьюго торопится к нему на встречу, прерывая разговор с инспектором. Они встречаются на развалинах у Собора Святого Павла. Мервин вспоминает, как в ночь убийства он поздно вечером в одиночестве возвращался домой. Он вдруг услышал шум, а затем увидел, как мужчина догоняет убегающую девушку. Когда на развалинах она остановилась на краю глубокой ямы, мужчина толкнул её, и она полетела вниз. Мервин подбежал к ним, и мужчина увидел его. Мервин в свою очередь успел рассмотреть лицо мужчины, «искажённое ненавистью и страхом». Затем мужчина столкнул Мервина в яму вслед за девушкой. После этого у него наступил провал в памяти, и он ничего не помнит. Мервин говорит, что легко узнает этого мужчину, если увидит его. Для памяти он сделал несколько рисунков этого человека, чтобы не забыть ни одной черты его лица. Хьюго предлагает отвезти Мервина к себе домой, где тот какое-то время сможет быть в безопасности.
Рекс привозит Тельму домой. Очевидно, что он в неё влюблён и не скрывает этого. При расставании она целует Рекса в щёку, благодаря за его благородное поведение. Она заказывает телефонный разговор с Виктором, но выясняется, что тот уже выписался из гостиницы. Когда Тельма слышит, как кто-то заходит в её квартиру, она берёт револьвер и начинает стрелять, но после трёх слепых выстрелов теряет сознание и падает на пол. Очнувшись, она видит Рекса, который уверяет её, что это он зашёл в квартиру, чтобы вернуть забытую пудреницу, а Мервина здесь не было. Рекс объясняет, что знал о Мервине, так как в качестве фотографа освещал дело Джоанны Мартин. Тельма просит отвезти её в гостиницу. Генри Дорваль возвращается в Лондон, где читает в газете о найденном трупе мужчины, а также о том, что Мервин всё ещё в бегах. Он приезжает к Хьюго, спрашивая, мог ли Мервин убить этого человека. Бишоп отвечает, что не верит в это, потому что Мервин сейчас находится у него в спальне. Хьюго приглашает Генри на вечеринку Дю Ванса, куда придёт вместе с Мервином. Морис также едет на вечеринку, оставляя жену, которая подозревает, что у него роман с Тельмой. Тем временем Виктор возвращается домой, обнимая Тельму. Он говорит, что вернулся, потому что почувствовал, что у неё что-то не так. Хьюго звонит инспектору Фрисни, напоминая ему о вечеринке у Дю Ванса, где того ожидает много интересного. Рекс, собираясь на вечеринку, размышляет, взять ли с собой револьвер Тельмы.
На вечеринку к Дю Вансу Хьюго приходит с Верой и с Мервином, которого представляет хозяину как своего старого друга мистера Смита. Усадив Веру с Мервином за столик, Хьюго просит их ничего не предпринимать до тех пор, пока он не попросит об этом. Вскоре приходит Генри, которого Хьюго просит последить за Мервином. Следом появляется инспектор Фрисни. Хьюго указывает ему на Мервина, но просит пока ничего не предпринимать, и дать ему полчаса для того, чтобы раскрыть всё дело. Затем Дю Ванс встречает Тельму, Морриса и Рекса, провожая их к отдельному столику. Напомнив Фрисни о рисунках Мервина, Хьюго предлагает ему посмотреть на лица в зале. Заказав медленный танец, Хьюго просит Мервина потанцевать с Верой. Тельма, которая танцует с Моррисом, говорит, что увидела Мервина, затем Моррис тоже видит Мервина, но не может поверить своим глазам. Рекс также замечает Мервина, намереваясь как можно скорее взять свою камеру, но его не выпускают из зала. Увидев Хьюго, Рекс говорит, что видел Мервина, на что Хьюго поясняет, что тот сейчас ищет лицо со своих рисунков. Когда танец заканчивается и в зале включают свет, Мервин видит мужчину, которого разыскивал, и набрасывается на него. Полиция задерживает Мервина, а Хьюго выражает сочувствие Моррису, на которого напал Мервин, и приглашает его выпить. Тельма подходит к Мервину, который говорит, чтобы она его не боялась, так как он не собирался делать ей ничего плохого. Увидев Виктора, он желает ему и Тельме счастья. Когда Моррис всё-таки уходит, Хьюго натыкается на Сьюзи Мартин, которая говорит, что только что видела уходящего ухажёра Джоанны. Хьюго окончательно убеждается, что убийцей Джоанны был Моррис, после чего сообщает об этом Фрисни. Когда Моррис пытается скрыться на автомобиле, Хьюго и Фрисни преследуют его. Наконец, около Собора Святого Павла полицейские машины блокируют автомобиль Морриса. Тот бежит к развалинам, где срывается с того же самого обрыва, куда в своё время столкнул Джоанну.

## В ролях
- Пол Хенрейд — Хьюго Бишоп
- Лоис Максвелл — Тельма Спейт / Тельма Тасман
- Кирон Мур — Мервин Спейт
- Хью Синклер — Морис Джерард
- Ллойд Лэмбл — инспектор Фрисни
- Кэй Кендалл — Вера Горриндж
- Энтони Форуорд — Рекс Уиллисон
- Билл Трэверс — Виктор Тасман
- Мэри Лора Вуд — Сьюзи Мартин
- Конрад Филлипс — детектив сержант Баркер
- Джон Стюарт — доктор

## История создания и проката фильма
Фильм поставлен по роману 1952 года «Королева в опасности» (англ. Queen in Danger) Тревора Дадли-Смита (англ. Trevor Dudley-Smith), который сменил имя на Эллестон Тревор. Под разными псевдонимами он написал более 100 книг. Его самая известная работа — «Полет феникса» (1964) также написана под псевдонимом Эллестон Тревор.
Режиссёр Теренс Фишер более всего известен по фильмам ужасов 1950—1960-х годов, таким как «Проклятие Франкенштейна» (1957), «Дракула» (1958), «Месть Франкенштейна» (1958), «Собака Баскервилей» (1959), «Выход дьявола» (1969) и «Франкенштейн должен быть уничтожен» (1969).
Как пишет историк кино Дерек Виннерт, за год до этой картины исполнитель главной роли, голливудский актёр Пол Хенрейд уже снялся в британском фильме «Украденное лицо» (1952), который также поставил режиссёр Теренс Фишер. За оба этих фильма Хенрейд получал довольно скромный гонорар и процент от прибыли.
Лоис Максвелл позднее прославилась по роли Мисс Манипенни в серии фильмов о Джеймсе Бонде
Фильм был снят компанией Hammer Film Productions на студии Bray Film Studios, Беркшир, Великобритания, а также на натуре в Лондоне, в основном, недалеко от Собора Святого Павла.
Фильм вышел на экраны в Великобритании 10 марта 1953 года и в США 2 октября 1953 года.

## Оценка фильма критикой
Историк кино Дэвид Куинлан в своей книге 1984 года British Sound Films: The Studio Years 1928—1959 оценил фильм как «посредственный», написав, что «хороший актёрский состав плывёт по течению хитро закрученного триллера».
В книге The Radio Times Guide to Films отмечается, что «Пол Хенрейд, этот учтивый кавалер из „Касабланки“ (1942) и „Вперёд, путешественник“ (1942), здесь попадает в жаркий, безвкусный и скупой мир британского квотного кино».
Современный киновед Дерек Виннерт назвал картину «эффектным и захватывающим британским детективным триллером». Как пишет критик, «приятная работа международного актёрского состава, собранного, без сомнения, для обеспечения зарубежных продаж, присоединяется к надежному составу британских актёров в этом, довольно оригинальном и увлекательно запутанном триллере, с учтивым Хенрейдом в главной роли, где также выделяются своей игрой Лоис Максвелл и Кэй Кендалл».